# Gare de San-Germano-Vercellese
La gare de San-Germano-Vercellese (en italien, Stazione di San Germano Vercellese) est une gare ferroviaire italienne de la ligne de Turin à Milan, située sur le territoire de la commune de San Germano Vercellese, dans la province de Verceil en région du Piémont.
Elle est mise en service en 1855. C'est une gare voyageurs, classée bronze, des Rete ferroviaria italiana (RFI), desservie par des trains Trenitalia R.

## Situation ferroviaire
Établie à environ 162 mètres d'altitude, la gare de San-Germano-Vercellese est située au point kilométrique (PK) 63,584 de la ligne de Turin à Milan entre les gares ouvertes de Santhià et de Verceil (s'intercale la gare fermée d'Olcenengo).

## Histoire
La station de « San Germano » est mise en service le 8 avril 1855 par la Società della ferrovia da Torino a Novara, lorsqu'elle ouvre à l'exploitation la section de Verceil à Chivasso de sa ligne de Turin à Novare. Station de troisième classe, le bâtiment prévu à une base rectangulaire, de 16,5 m sur 7 m, et dispose d'un étage.
En 1856, la ligne de Turin à Novare est officiellement inaugurée le 20 octobre et exploitée par la Compagnie du chemin de fer Victor-Emmanuel qui a absorbé par fusion la compagnie d'origine.

## Service des voyageurs

### Accueil
Gare voyageurs RFI, classée bronze, c'est une halte voyageurs à entrée libre uniquement équipée de deux quais latéraux.
La traversée des voies et l'accès aux quais s'effectuent par un passage souterrain.

### Desserte
San-Germano-Vercellese est desservie par des trains régionaux (R) Trenitalia des relations : Chivasso - Novare, Ivrée - Novare.

### Intermodalité
Le stationnement des véhicules est possible à proximité.